# 一時集合場所
一時集合場所（いっときしゅうごうばしょ）とは、避難場所に避難する前に近隣の避難者が一時的に集合する場所を示していた古い用語。主に人口が密集する大都市で採用されていた。
原則町丁ごとに定められ、学校のグラウンド、地域の公園、神社や寺院の境内などが指定されていた現在の指定緊急避難場所を示す用語。

2013年（平成25年）6月に改正された災害対策基本法（第四十九条の四、及び、同第四十九条の七）の改正により、指定避難所及び指定緊急避難場所に統一分離され、現在は法令上使われていない古い用語。

## 一時集合場所から避難場所への避難
一時集合場所から避難場所への移動は、徒歩のみとなる。幹線道路は、緊急車両以外は通行止めとなる。
一時集合場所へは被害が発生してから集まるだけではなく、災害発生が予想され発令される避難勧告・避難指示の時にも集合する場所となる。このような初期避難においても重要な拠点であるので、避難する際には自治体の誘導に従い、各自の適切な判断にて、避難場所に避難することが肝要である。また日ごろから、居住地域、就労地域の一時集合場所・避難場所を確認しておくことも重要である。

## 一時集合場所の諸問題
一時集合場所にはいくつかの問題がある。
- 既存の公園を一時避難場所に指定する為、避難に適した場所か判断されていない場合がある。
  - 災害の内容に応じて指定場所を変えるようにしているが、災害の発生予測が困難という側面もある。また公園の設置計画は必ずしも地域防災計画に則ったものではないことが多い。また東京の場合、関東大震災の復興時に計画された避難のために造られた復興小学校[注 3]や復興公園[注 4]を閉鎖したり、都市部に空き地があるとして、後に図書館やスポーツ施設が作られ、当初の目的（地震からの避難）とは異なってしまった場合もある。
- 周辺に建物が建っていることが多く、大火の際などには周辺に火が回り避難が難しくなる可能性がある。
- 公園は各地区に均等に立てられているわけではなく、また周辺の道路事情などにより、災害時にたどり着くのが困難な場合がある。

等の問題である。しかし、こうした施設が有用であることに変わりは無い為、災害前に確認しておくことが肝要である。